# Быстров, Валентин Петрович
Валентин Петрович Быстров (1933—2014) — советский и российский учёный-металлург, специалист в области металлургии тяжелых цветных металлов, один из создателей «печи Ванюкова». Доктор технических наук, профессор кафедры металлургии цветных и благородных металлов НИТУ «МИСиС». Заслуженный деятель науки Российской Федерации.

## Биография
Валентин Петрович Быстров родился 26 мая 1933 г. Закончил Московский институт цветных металлов и золота в 1958 г. После окончания института работал научным сотрудником в институте «Гинцветмет». С 1962 г. — аспирантура, затем научная и педагогическая работа в Московском институте стали и сплавов (МИСиС). В 1965 г. защитил кандидатскую диссертацию, в 1976 г. — докторскую диссертацию на тему «Исследование фазовых равновесий, свойств фаз и взаимодействий в сульфидных системах, характерных для производства тяжелых цветных металлов». В последние годы работал заведующим кафедрой металлургии тяжелых и благородных металлов и научным руководителем проблемной лаборатории Московского института стали и сплавов.
Скончался 26 мая 2014 г.

## Научная и педагогическая деятельность
Начиная с дипломного проекта, выполненного в 1958 г. под руководством А. В. Ванюкова, научная и инженерная деятельность В. П. Быстрова сосредоточена на участии в создании и развитии процесса Ванюкова. Печи Ванюкова, в создании которых он активно участвовал, успешно эксплуатировались и эксплуатируются на Медном и Надежденском заводах Норильского комбината, Средне-Уральском медеплавильном заводе (г. Ревда), Балхашском ГМК (Казахстан), Южно-Уральском никелевом комбинате (г. Орск).
В. П. Быстровым с соавторами опубликовано более 2000 научных трудов, среди которых 4 монографии, более 80 изобретений, 14 из которых использованы в промышленной практике. В различных странах зарегистрировано 7 патентов.
Проф. В. П. Быстров был руководителем дипломов более 100 инженеров, подготовил 29 кандидатов наук, осуществлял консультирование докторов наук. В течение многих лет проф. В. П. Быстров являлся членом экспертного совета ВАК РФ, председателем научно-методической комиссии объединения металлургических вузов по специальности «Металлургия цветных металлов», членом специализированного совета по присуждению ученых степеней и званий в МИСиС и Институте металлургии им. А. А. Байкова АН РФ. Активно работал в редколлегиях журналов «Известия вузов. Цветная металлургия» и «Цветные металлы».
В 1994 г. В. П. Быстрову было присуждено почетное звание «Заслуженный деятель науки РФ». С 1995 г. избран действительным членом Академии естественных наук.